# لاپارا

لاپارا شهری در شهرستان بورومو در استان باله در بورکینافاسوی جنوبی است و جمعیت آن ۲۶۴۸ نفر است.